# Stanisław Radwan (lekarz)
Stanisław Michał Radwan, ps. Michał Csemer (ur. 29 lutego 1885 w Końskich, zm. 23 sierpnia 1967 we Wrocławiu) – polski lekarz i działacz społeczny.

## Dzieciństwo i młodość
Stanisław Radwan był synem technika i urzędnika ubezpieczeniowego, Bronisława Radwana, i Marii z Reklewskich, w rodzinie czynnej w powstaniu styczniowym. Miał dwóch młodszych braci: Mieczysława i Wacława. Uczęszczał do progimnazjum w Sandomierzu, a następnie (od 1900 roku) – do gimnazjum w Radomiu. Już w progimnazjum brał udział w działalności konspiracyjnej – uczniowskich ćwiczeniach wojskowych. W Radomiu należał do konspiracyjnych uczniowskich kółek samokształcenia (był przewodniczącym Koła Szkolnego w latach 1903–1904. Pod pseudonimem Michał Csemer wydawał tajne pismo „Głos”. Utrzymywał kontakt z radomskim Komitetem Okręgowym PPS (zob. też – Marian Malinowski), organizując np. pogadanki i prowadząc kolportaż wydawnictw, np. czasopism „Promień” i „Przedświt”, co spowodowało jego relegowanie ze szkoły. Maturę zdał w Jekaterynodarze. W czasie rewolucji 1905 roku ponownie działał w Radomiu, m.in. jako łącznik Ignacego Boernera (zob. też Republika Ostrowiecka). W końcu roku wyjechał do Krakowa, gdzie studiował na Uniwersytecie Jagiellońskim i uzyskał stopień doktora nauk medycznych (26 kwietnia 1912). Po nostryfikacji doktoratu w Kijowie (16 października 1912) podjął praktykę lekarską w szpitalach warszawskich.
W czasie I wojny światowej Radwan był chirurgiem w polowych szpitalach carskiej armii, a następnie został przeniesiony do Piotrogrodu, gdzie pracował w Instytucie Lekarskim i kilku klinikach. Włączył się do działalności:
- Polskiego Towarzystwa Pomocy Ofiarom Wojny,
- Polskiego Związku Lekarzy i Przyrodników (członek założyciel i prezes),
- lokalnego koła Warszawskiego Towarzystwa Opieki nad Zabytkami Przeszłości,
- Towarzystwa Demokratycznego,
- Towarzystwa Radykałów Polskich (członek założyciel).

W 1918 roku dostał się do obozu niemieckiego w Połocku, a po zwolnieniu z obozu (w lipcu) wrócił do Warszawy.

## Lata 1918–1939
Po odzyskaniu niepodległości Polski Radwan został starszym referentem w Departamencie Sanitarnym Ministerstwa Spraw Wojskowych (od listopada 1918), a w czasie wojny 1920 roku był oficerem łącznikowym przy ministrze zdrowia i tworzył komitety organizujące opiekę nad inwalidami. Po wojnie, w latach 1921–1928, pracował w Klinice Chirurgicznej Antoniego Leśniowskiego w Uniwersytecie Warszawskim (uzyskał specjalizację i opublikował kilka artykułów naukowych). W następnych latach pracował w Kaliszu jako:
- do 1929 – ordynator dwóch, a potem trzech oddziałów chirurgicznych,
- od 1929 – dyrektor trzech kaliskich szpitali: św. Trójcy, Starozakonnych i dla chorych zakaźnych,
- od 1930 – dyrektor Międzykomunalnego Związku Szpitalnego w Kaliszu,
- od 1936 – dyrektor utworzonego przez siebie nowego szpitala (300 łóżek szpitalnych) im. Przemysława II[a][3].

W czasie pracy w Kaliszu Radwan opracował i opublikował (1936) pracę „Z dziejów Szpitali Kaliskich 1282–1936”. W 1936 został też prezesem Kaliskiego Towarzystwa Lekarskiego (KTL) oraz otrzymał tytuł członka honorowego KTL. W nowo wzniesionym Szpitalu Powszechnym im. Przemysława II w Kaliszu zorganizowano w 1937 kilkudniowy zjazd przedstawicieli służby zdrowia województw poznańskiego i łódzkiego, na którym uzgodniono potrzebę tworzenia okręgowych szpitali wielooddziałowych.
Stanisław Radwan był zwolennikiem sanacji – działał w BBWR (od 1928) i organizował w Kaliszu okręg Ozonu.

## Lata 1939–1945
We wrześniu 1939 roku Stanisław Radwan (major rezerwy) został powołany do wojska. Był w czasie kampanii wrześniowej komendantem szpitali wojskowych w Zamościu i Złoczowie. W latach 1940–1944 przebywał w okupowanej Warszawie, pracując w Szpitalu Dzieciątka Jezus (1940–1941), a następnie kierując sanatorium dziecięcym w Otwocku (1941–1943) i pediatryczną polikliniką w Warszawie. W czasie powstania warszawskiego przebywał na Mokotowie, gdzie pełnił funkcję chirurga i komendanta szpitala powstańczego.

## Okres po II wojnie światowej
W powojennej Polsce Stanisław Radwan pracował do 1946 roku jako inspektor lecznictwa w Urzędzie Wojewódzkim w Katowicach, a w następnych latach był dyrektorem:
- od 1946 – Szpitala im. Przemysława II w Kaliszu,
- 1948–1949 – Sanatorium ZUS w Kamiennej Górze,
- 1949–1951 – Sanatorium dla Gruźlicy Kostno-Stawowej w Ząbkowicach (był organizatorem tego sanatorium),
- 1952–1956 – Sanatorium dla Gruźlicy Kostno-Stawowej w Kamiennej Górze,
- 1956–1957 – Sanatorium w Bolkowie w powiecie jaworskim (kierownictwo robót budowlano-adaptacyjnych i kierowanie utworzonym sanatorium – do odejścia na emeryturę)).

Publikował artykuły naukowe w „Przeglądzie chirurgicznym”, „Nowinach lekarskich”, „Przeglądzie szpitalnictwa” i „Śląskiej gazecie lekarskiej”.

## Życie prywatne
Stanisław Radwan ożenił się z Haliną z Różyckich. Mieli trzech synów: Tadeusza (ur. 1922), Wojciecha (ur. 1924) i Wiesława (ur. 1926). Żona i dwaj młodsi synowie (żołnierze AK) zostali rozstrzelani przez Niemców w maju 1944 roku, po wykryciu w ich mieszkaniu przechowywanej tam broni. Syn Tadeusz, związany z obozem narodowym (członek Stronnictwa Narodowego, żołnierz Narodowej Organizacji Wojskowej, jeden z inicjatorów reaktywacji Młodzieży Wszechpolskiej) został prawnikiem i ekonomistą (zamieszkał w Gliwicach).
Stanisław Radwan zmarł 23 sierpnia 1967 roku we Wrocławiu. W uroczystości pogrzebowej na wrocławskim cmentarzu brała udział m.in. delegacja Kaliskiego Towarzystwa Lekarskiego.

## Ordery i odznaczenia
- Krzyż Oficerski Orderu Odrodzenia Polski (28 grudnia 1936)[8]
- Złoty Krzyż Zasługi (10 listopada 1933)[9]